# Lewis Arquette
Lewis "Michael" Arquette (Chicago, 14 december 1935 – Los Angeles, 10 februari 2001) was een Amerikaanse acteur, scenarioschrijver en filmproducent.
Arquette was ook actief onder de namen Louis Arquette en Mike Arquette.

## Familie
- Zoon van Cliff Arquette[1] en Julie Harrison.
- Man van Brenda Denaut[2], zij waren getrouwd van 1 februari 1963 t/m 6 augustus 1997 (haar dood).
- Vader van Rosanna Arquette, Patricia Arquette, Alexis Arquette[3], Richmond Arquette[4] en David Arquette.
- Ex-schoonvader van Courteney Cox (getrouwd met David 1999-2010), Nicolas Cage (getrouwd met Patricia 1995-2001), Tony Greco[5] (getrouwd met Rosanne 1979-1980), James Newton Howard (getrouwd met Rosanne 1986-1987) en John Sidel[6] (getrouwd met Rosanne 1993-1999).
- Opa van Coco Railey Arquette (geboren in 2004 van David en Courteney), Zoe Bleu Sidel (geboren in 1994 van Rosanne en John) en Enzo Rossi en Harlowe Olivia Calliope Elliott (beide van Patricia).[7]

## Biografie
Arquette is begonnen met acteren in 1965 met de televisiefilm The Very Naked Canvas. Hierna heeft hij nog meerdere rollen gespeeld in televisieseries en televisiefilms zoals Lou Grant (1978), Rescue from Gilligan's Island (1978), Fantasy Island (1978-1981), The Waltons (1978-1981), Tango & Cash (1989), Camp Candy (1989-1992), Scream 2 (1997) en Ready to Rumble (2000).
Arquette was ook actief als scenarioschrijver en filmproducent, in 1976 schreef en produceerde hij de televisieserie The Lorenzo and Henrietta Music Show. In 1983 schreef hij de televisiefilm Prime Times.
Arquette overleed op 10 februari 2001 op 65-jarige leeftijd in Los Angeles ten gevolge van een hartinfarct.

## Filmografie[8]

### Films
Selectie:
- 2000 Little Nicky – als kardinaal
- 2000 Best in Show – als toeschouwer
- 2000 Ready to Rumble – als Fred King
- 1998 Almost Heroes – als Merchant
- 1998 Twilight – als man met waterpistool
- 1997 Scream 2 – als commissaris Hartley
- 1997 Princess Mononoke – als stem (Engelse versie)
- 1997 Kiss & Tell – als Dan Furbal
- 1996 Waiting for Guffman – als Clifford Wooley
- 1990 Book of Love – als mr. Malloy
- 1989 Tango & Cash – als Wyler
- 1989 Kiki's Delivery Service – als stem
- 1988 Dance 'Til Dawn – als pandjesbaas
- 1988 The Great Outdoors – als Herm
- 1979 The China Syndrome – als Hatcher
- 1978 Rescue from Gilligan's Island – als rechter

### Televisieseries
Uitgezonderd eenmalige gastrollen.
- 2000 – 2001 As Told by Ginger – als mr. Cilia (stem) – 2 afl. (animatieserie)
- 1997 – 1999 Spawn – als diverse stemmen – 6 afl. (animatieserie)
- 1997 Spicy City – als Corbin en Farfelson – 2 afl.
- 1997 Murder One: Diary of a Serial Killer – als ?? – miniserie
- 1996 Hypernauts – als Horten (stem) – 8 afl. (animatieserie)
- 1989 – 1992 Camp Candy – als Rex DeForest III – 17 afl.
- 1991 Yo Yogi! – als Bobby (stem) – 9 afl. (animatieserie)
- 1990 Captain Planet and the Planeteers – als diverse stemmen - ? afl. (animatieserie)
- 1990 Gravedale High – als ?? - ? afl.
- 1988 – 1989 Paradise – als mr. Sinclair – 2 afl.
- 1988 A Pup Named Scooby-Doo – als diverse stemmen - ? afl. (animatieserie)
- 1984 – 1985 Meitantei Holmes – als Dr. Watson (stem) – 26 afl. (animatieserie)
- 1984 Challenge of the GoBots – als diverse stemmen - ? afl.
- 1981 Smurfs – als diverse stemmen - ? afl. (animatieserie)
- 1978 – 1981 The Waltons – als Jefferson Dvis Pickett – 11 afl.

### Computerspellen
- 2000 Escape from Monkey Island – als Freddie (stem)
- 1994 Freddy Pharkas, Frontier Pharmacist – als Whittlin Balance (stem)
- 1993 Fox Hunt – als de wolf (stem)
- 1977 Adventures with Barbie: Ocean Discovery – als stem

- Bibliothèque nationale de France: cb14150856r (data)
- Gemeinsame Normdatei: 1113306785
- International Standard Name Identifier: 0000 0000 5886 9316
- Library of Congress Control Number: no2009055096
- MusicBrainz: d417bd3e-e6c1-48ba-8794-e20a9ebed73b
- Virtual International Authority File: 24810145
- WorldCat: E39PBJyMck8x4tbQc8hg9WDwmd